# Lacon discoideus
Lacon discoideus es una especie de escarabajo del género Lacon, tribu Agrypnini, familia Elateridae. Fue descrita científicamente por Weber en 1801.
Se distribuye por América del Norte: Canadá y Estados Unidos. La especie se mantiene activa durante todos los meses del año. Mide 8-11 milímetros de longitud.